# 이스트사이드 연결선
이스트사이드 연결선(영어: East Side Access)은 퀸스의 롱아일랜드 철도 본선과 맨해튼 이스트사이드 그랜드 센트럴 터미널 아래의 새로운 역을 연결하는 공공사업노선이다. 메트로폴리탄 트랜스포테이션 오소리티의(MTA) 프로젝트는 원래 2009년에 개통될 예정이었으나 10년 이상 지연되었다. 2023년 1월 25일 퀸스의 자메이카역까지 제한적으로 서비스를 시작함과 동시에 새로운 역과 터널이 개통했다. 연결선의 운영은 2023년 2월 27일에 시작되었다. 이 프로젝트의 예상 비용은 2018년 4월 현재 35억 달러에서 111억 달러로 거의 세 배 가까이 증가하여 세계에서 가장 비싼 지하철 건설 프로젝트 중 하나가 되었다.
새로운 롱아일랜드 철도 터미널은 지상 100피트(30.5m) 아래의 2층 역에 8개의 선로와 4개의 플랫폼을 포함한다. 이 역은 다른 LIRR 확장 프로젝트와 연계하여 건설되었으며, 여기에는 본선의 일부를 따라 추가 선로가 포함된다. 이 프로젝트는 맨해튼 동쪽에 일자리를 가진 많은 수의 승객들을 위한 지하철 환승의 필요성을 없애거나 줄이는 것을 목적으로 했다. 이전에 롱아일랜드에서 출발하는 열차가 맨해튼에 도착하는 곳은 맨해튼섬의 서쪽에 있는 뉴욕 펜역 뿐이었다.
이스트사이드 연결선은 1950년대의 교통 계획에 기반을 두었지만 맨해튼 이스트사이드의 롱아일랜드 철도 터미널은 1963년에 처음 제안되었다. 계획된 롱아일랜드 철도 노선은 1968년 뉴욕 지역의 교통개선조치 프로그램에 포함되었다. 자금 부족으로 인해 이스트강 아래 63번가 터널 이외의 연결 부분은 건설되지 못했다. 롱아일랜드 철도 연결 계획은 1990년대 후반에 부활되었다. 이 프로젝트는 2006년에 연방 정부의 자금 지원을 받았고, 2007년에 건설이 시작되었다. 맨해튼 쪽의 터널은 2007년부터 2011년까지 굴착되었고 퀸스 쪽의 연결 터널은 2012년에 완공되었다. 이후 그랜드 센트럴의 새로운 승강장, 환기 및 보조 건물, 통신 및 다목적 시스템, 퀸스의 철도 인프라 등 노선과 관련된 다른 시설에 대한 작업이 시작되었다. 프로젝트가 완료될 때까지 공사는 여러 번 지연되었다.

## 역사

### 기원
이스트사이드 연결선 프로젝트는 1950년대에 처음 제기된 지역 계획 제안에 기반을 두었다. 1954년 3월 뉴욕시 교통국(NYCTA)은 6억 5800만 달러의 건설 프로그램을 발표했다. 제안서에는 맨해튼 76번가와 퀸스 아스토리아 사이의 이스트 강을 건너 퀸스에 있는 롱아일랜드 철도의 메인 라인으로 이어지는 2번가 지하철을 위한 터널이 포함되었다. 76번가 터널 제안은 1963년에 다시 떠올랐지만, 터널의 위치는 그 후 여러 번 바뀌었다. 1965년 뉴욕 지하철공사는 마침내 63번가에 지하철 터널을 건설하기로 결정했다.

## 같이 보기
- 풀턴 센터
- 게이트웨이 프로그램
- 뉴욕 지하철 7호선 연장선